# Jason Dawe (Eishockeyspieler)
Jason Eric Dawe (* 29. Mai 1973 in North York, Ontario) ist ein ehemaliger kanadischer Eishockeyspieler und -trainer, der im Verlauf seiner aktiven Karriere zwischen und unter anderem 388 Spiele für die Buffalo Sabres, New York Islanders, Canadiens de Montréal und New York Rangers in der National Hockey League (NHL) auf der Position des linken Flügelstürmers bestritten hat. Seine größten Karriereerfolge feierte Dawe jedoch auf internationaler Ebene, wo er mit der kanadischen Nationalmannschaft die Silbermedaille bei der Weltmeisterschaft 1996 und mit der U20-Auswahl die Goldmedaille bei der Junioren-Weltmeisterschaft 1993 gewann. Ebenso sicherte er sich in Diensten des Hartford Wolf Pack im Jahr 2000 den Gewinn des Calder Cups der American Hockey League (AHL).

## Karriere
Dawe verbrachte zwischen 1989 und 1993 eine überaus erfolgreiche Juniorenzeit bei den Peterborough Petes in der kanadischen Juniorenliga Ontario Hockey League (OHL). Bereits in seiner Rookiesaison sammelte der Stürmer in 50 Einsätzen 33 Scorerpunkte in der regulären Saison, denen er weitere elf Punkte in zwölf Playoff-Einsätzen folgen ließ. In den folgenden Jahren steigerte sich Dawe auf 70 und 108 Punkte auf schließlich 126 in seinem vierten Jahr in der Liga. In den Playoffs der Saison 1992/93 hievte der Angreifer sein Spiel nochmals auf ein neues Niveau. Mit 51 Scorerpunkten in 21 Einsätzen führte der die Petes quasi im Alleingang zum Gewinn des J. Ross Robertson Cups, der Meisterschaftstrophäe der OHL. Damit lag er in der Scorerwertung elf Punkte vor seinem Mannschaftskollegen Chris Pronger. Zudem wurde er ins First All-Star Team der Liga berufen und im anschließenden Memorial Cup mit der George Parsons Trophy als sportlich fairstem Spieler ausgezeichnet.
Nachdem Dawe bereits im NHL Entry Draft 1991 in der zweiten Runde an 35. Stelle von den Buffalo Sabres aus der National Hockey League (NHL) ausgewählt worden war, debütierte er nach dem Memorial Cup 1993 zum Ende der Calder-Cup-Playoffs 1993 im Farmteam der Sabres, den Rochester Americans aus der American Hockey League (AHL). Mit Beginn der Saison 1993/94 pendelte der junge Offensivspieler für die folgenden zwei Spielzeiten zwischen den Kader der Sabres und Americans, ohne sich zunächst dauerhaft in der NHL zu etablieren. Dies gelang dem Kanadier erst im Verlauf der Saison 1995/96, die mit 50 Scorerpunkten und 25 Toren zugleich seine erfolgreichste in der Liga war. Nachdem er in der folgenden Saison diese Leistung mit 48 Punkten bestätigt hatte, wurde er zur Trade Deadline im März 1998 im Tausch für Jason Holland und Paul Kruse an die New York Islanders abgegeben. Für das Franchise aus New York absolvierte der Offensivspieler allerdings nur 35 Partien, da er bereits im Dezember desselben Jahres über die Waiver-Liste von den Canadiens de Montréal ausgewählt wurde, die damit seinen laufenden Vertrag übernahmen.
Bei den Franko-Kanadiern fand Dawe jedoch auch nicht für lange eine neue sportliche Heimat. Nach lediglich 37 Einsätzen bis zum Saisonende verlängerten die Habs seinen auslaufenden Vertrag im Sommer 1999 nicht, sodass er sich im Oktober 1999 als Free Agent den Nashville Predators anschloss. Dort gelang dem Flügelstürmer jedoch nicht der erhoffte Sprung in den NHL-Kader, wodurch er bis Anfang Februar 2000 lediglich bei deren Kooperationspartner, den Milwaukee Admirals, in der International Hockey League (IHL) zu Einsatzminuten kam. Erst durch den Transfer zu den New York Rangers im Tausch für den Russen Jewgeni Namestnikow kam Dawe im Saisonverlauf noch zu drei NHL-Einsätzen. Jedoch lief er hauptsächlich für deren Farmteam Hartford Wolf Pack in der AHL, mit denen er am Saisonende den Calder Cup errang. Nachdem Dawe die Saison 2000/01 mit der Ausnahme von vier Einsätzen für Hartford wegen einer Sprunggelenksverletzung verpasst hatte, absolvierte er in der Folge nur noch eine weitere NHL-Partie für die Rangers. Stattdessen lief er in der Spielzeit 2001/02 weiterhin für das Wolf Pack in der AHL auf, und nachdem er im Sommer 2002 – abermals als Free Agent – von den St. Louis Blues verpflichtet worden war, für deren Kooperationspartner Worcester IceCats.
Im Sommer 2003 wagte der mittlerweile 30-Jährige den Sprung nach Europa. Er unterschrieb im Juli einen Vertrag bei Oulun Kärpät aus der finnischen SM-liiga. Das Engagement endete aber bereits im Dezember desselben Jahres nach 15 Einsätzen, in denen ihm lediglich eine Torvorlage gelungen war. Dawe erhielt ein Angebot der Houston Aeros aus der AHL, die ihn jedoch bei dem Versuch, ihn über den Waiver in die Liga zu holen, an die Rochester Americans verloren. Schließlich brachte der Stürmer dort das Spieljahr 2003/04 zu Ende. Sein letztes Profijahr absolvierte Dawe in der Saison 2004/05 bei den Charlotte Checkers aus der ECHL, ehe er seine Karriere als Aktiver beendete. In der Spielzeit 2009/10 fungierte er bei den Checkers als Assistenztrainer von Cheftrainer Derek Wilkinson.

### International
Für sein Heimatland stand Dawe im Juniorenbereich bei der Junioren-Weltmeisterschaft 1993 in Schweden auf dem Eis. Dabei gelang es der kanadischen U20-Juniorenauswahl aufgrund des gewonnenen direkten Vergleichs mit den gastgebenden Schweden die Goldmedaille zu gewinnen. Dawe sammelte in sieben Turnierspielen sechs Scorerpunkte, worunter sich drei Tore befanden.
In der kanadischen A-Nationalmannschaft spielte der Stürmer drei Jahre später bei der Weltmeisterschaft 1996 in der österreichischen Landeshauptstadt Wien zum ersten und einzigen Mal im Seniorenbereich. Bei den Welttitelkämpfen errang er mit den Ahornblättern nach einer 2:4-Finalniederlage gegen Tschechien die Silbermedaille. Im Turnierverlauf erzielte Dawe in acht Spielen insgesamt drei Tore, darunter eines beim Halbfinalsieg über Russland.

## Erfolge und Auszeichnungen
| - 1992 OHL Third All-Star Team - 1993 J.-Ross-Robertson-Cup-Gewinn mit den Peterborough Petes - 1993 Topscorer der OHL-Playoffs - 1993 OHL First All-Star Team | - 1993 George Parsons Trophy - 1993 CHL Second All-Star Team - 2000 Calder-Cup-Gewinn mit dem Hartford Wolf Pack |

### International
- 1993 Goldmedaille bei der Junioren-Weltmeisterschaft
- 1996 Silbermedaille bei der Weltmeisterschaft

## Karrierestatistik

### International
Vertrat Kanada bei:
- Junioren-Weltmeisterschaft 1993
- Weltmeisterschaft 1996

(Legende zur Spielerstatistik: Sp oder GP = absolvierte Spiele; T oder G = erzielte Tore; V oder A = erzielte Assists; Pkt oder Pts = erzielte Scorerpunkte; SM oder PIM = erhaltene Strafminuten; +/− = Plus/Minus-Bilanz; PP = erzielte Überzahltore; SH = erzielte Unterzahltore; GW = erzielte Siegtore; 1 Play-downs/Relegation; Kursiv: Statistik nicht vollständig)